# Severino Ceniceros
José Severino Ceniceros Machado (Cuencamé, Durango; 11 de febrero de 1875-Ciudad de México, 15 de junio de 1937) fue un militar y político mexicano que participó en la Revolución mexicana. Se desempeñó como gobernador provisional de Durango de 1935 a 1936.

## Biografía
Nació en Cuencamé, en el estado de Durango el 11 de febrero de 1875, siendo hijo de Justo Ceniceros y de Rosalía Machado. Recibió la educación primaria en su estado natal llegando a trabajar como juzgado local. Se inició en el movimiento Revolucionario desde 1910 con la Revolución Maderista, en Cuencamé, al levantarse en armas junto a Calixto Contreras; después combatió a Victoriano Huerta dentro del Ejército Constitucionalista, pero luego decidió pasarse al Villismo. Participó en la Convención de Aguascalientes. Fue senador a la XXXVII Legislatura y después gobernador interino del estado de Durango en 1935. Promovió la separación de Tláhuac del municipio de Xochimilco, con el propósito de formar una nueva municipalidad en el Distrito Federal. Murió en la Ciudad de México el 15 de junio de 1937.
Hoy en día una de las principales avenidas de la Delegación Tláhuac recibe su nombre.